# Ad van Meurs
Ad van Meurs (Boxtel, 29 april 1953 – Eindhoven, 10 november 2017) was een Nederlandse singer-songwriter en gitarist van folk, blues en americana.
In de jaren 1970 speelde hij als pianist in de folkrockband Deirdre, die Britse, Keltische en Nederlandse melodieën speelde in de stijl van Britse folk. Later speelde hij gitaar in Bleistift, dat abstracte noise maakte. In 1982 richtte hij de newwaveband W.A.T. op, die drie albums uitbracht en waarin ook zijn partner Ankie Keultjes speelde. Daarna trad hij met gitaar en ritmebox solo op als The Watchman.
Van Meurs trad ook op in de Verenigde Staten; zijn eerste album werd geproduceerd door Joe Boyd.
 Vanaf 2005 speelde hij in NO Blues, dat "arabicana" speelde, een combinatie van folk-blues en Arabische taqsim die internationaal succes oogstte en in 2009 de Mixed Publieksprijs kreeg.
Ook organiseerde Van Meurs optredens van andere muzikanten in deze genres. Het Naked Song festival is hiervan het bekendste voorbeeld. Het Naked Song festival is een populair indie en singer-songwriter festival in het Muziekgebouw Eindhoven. Van Meurs programmeerde en presenteerde het festival. Vele artiesten traden hier op, waaronder Eels, Villagers, Novastar, Xavier Rudd, Thomas Dhybdahl, Danny Vera, Chris Smither, Grayson Capps en Young Gun Silver Fox.
In 2016 bracht hij samen met zijn partner en zoon zijn laatste album Dorset Moon uit, bedoeld als muzikaal afscheid. Van Meurs overleed op 10 november 2017 op 64-jarige leeftijd.

## Discografie

### Als 'The Watchman'
- The Watchman (1990)
- Narcisse (1992)
- Peaceful Artillery (1994)
- Broken Lock & Rhyme (1996)
- Flight Over Life (1997)
- Live At Anderson Fair In Houston, Tx (1999)
- Melancholicus realisticus (2000)
- Carnival Of Circumstance (2002)
- Weep On, Willow (2004)
- High Acres (2006)
- Break Of Dawn (2008) (The Watchman Presents The Folksurvivalclub)
- Over The Top (2011), als The Watchman & Friends met o.a. Marjan Cornille en Sophie Cavez
- Dorset Moon (2016)